# Oměj tuhý
Oměj tuhý (Aconitum firmum) je druh rostliny z čeledi pryskyřníkovité (Ranunculaceae). Jedná se o druh z příbuzenského komplexu Aconitum napellus agg.

## Popis
Jedná se asi o 40–180 cm vysokou vytrvalou rostlinu s podzemním oddenkem a řepovitými bulvami. Lodyha je celá lysá nebo nahoře chlupatá, obvykle přímá. Listy jsou střídavé, dolní dlouze řapíkaté, horní až přisedlé. Čepele jsou v obrysu mnohoúhelníkovité, dlanitě členěné, troj až pětisečné, oboustranně lysé, na rubu lesklé.. Žilnatina listů je s četnými anastomózami. Květy jsou nejčastěji tmavě modrofialové barvy a jsou uspořádány do květenství, hroznu někdy s postranními hrozny, květenství je chlupaté nebo lysé, na bázi květních stopek s listeny, na květních stopkách jsou pod květem listénce, květní stopky jsou lysé nebo chlupaté. Okvětních lístků je 5, nejčastěji tmavě modrofialové, horní tvoří přilbu, která je vyklenutá, přibližně stejně vysoká jak široká. Kvete v červenci až v srpnu. Uvnitř jsou dva kornoutovité nektariové lístky s nektárii, jsou prohnuté, ostruha je na konci mírně hlavatá. Tyčinek je mnoho. Semeníky jsou většinou 2–3. Plodem je měchýřek, měchýřky jsou uspořádány do souplodí. Počet chromozómů je 2n=32.

## Taxonomie
Jedná se o zástupce v rámci komplexu Aconitum napellus agg. v Karpatech. Jinde rostou blízce příbuzné taxony, jako v českém masívu Aconitum plicatum, v Alpách Aconitum napellus s. str. a další. Oměj tuhý je variabilní, rozlišováno více poddruhů. Oměj tuhý pravý (Aconitum firmum subsp. firmum) se vyznačuje lysými lodahami, květenství, květními stopkami a dalšími znaky. Roste od masívu Babia hora na východ, na území ČR nezasahuje. V západní části areálu roste oměj tuhý moravský (Aconitum firmum subsp. moravicum), který má chlupaté horní části lodyh, květenství, květní stopky a další znaky. Roste v západní části areálu, zhruba od Moravskoslezských Beskyd po Západní Tatry.

## Rozšíření
Roste ve východní části střední Evropy, v Karpatech.